# Şadāqeh
Şadāqeh (persiska: صداقه) är en ort i Iran.   Den ligger i provinsen Västazarbaijan, i den nordvästra delen av landet, 600 km väster om huvudstaden Teheran. Şadāqeh ligger 1 315 meter över havet och antalet invånare är 307.
Terrängen runt Şadāqeh är platt norrut, men söderut är den kuperad.Runt Şadāqeh är det ganska tätbefolkat, med 185 invånare per kvadratkilometer. Närmaste större samhälle är Urmia, 4,0 km väster om Şadāqeh. Trakten runt Şadāqeh består till största delen av jordbruksmark.